# 吳彥全
吳彥全（1921年12月—2014年2月16日），福建石獅人，中國武術家，中國武術七段，師從五祖拳傳人周志强。

## 生平
出身农家。12歲起師從周志强学五祖拳，曾為了習武而关掉自家經營的糕点店。1960年代時，他開始广收门徒，義務授拳。在中國改革開放之後，他籌建成立了“新湖武馆”。1999年晉升中國武術七段。曾擔任泉州市武术协会副会长、石狮市武术协会副会长，第一、二届石狮市政协委员。
2014年2月16日，在家中去世。

## 榮譽
- 1988年，被授予“国际武术贡献奖”[4]。
- 1992年，被农业部、国家体委、中国农民体育协会评为「全国农民体育积极分子」[1]。